# 拉瑟普诺耶 (多列士市议会)
羅茲西普內（羅馬化：Rozsypne，按俄語譯拉瑟普诺耶）是烏克蘭東部頓涅茨克州霍尔利夫卡区奇斯佳科韦市镇内的鎮，現被俄羅斯占領。該鎮位於多列士（奇斯佳科韋）以南18公里，距離州府頓涅茨克81公里，面積4.5平方公里，海拔高度316米，2011年人口5,071。